# Danh sách Đại diện thường trực tại Liên Hợp Quốc
Danh sách các Đại diện thường trực tại Liên Hợp Quốc, đương nhiệm, làm việc tại Trụ sở Liên Hợp Quốc, thành phố New York, quốc gia mà họ đại diện, và ngày mà họ trình ủy nhiệm thư lên Tổng thư ký LHQ.
Danh sách này được sắp xếp theo thứ tự chính thức, trong đó có thứ tự những lá cờ đang bay ở phía trước của tòa nhà Liên Hợp Quốc, và cả sự sắp xếp chỗ ngồi trong Đại hội đồng.
Đại diện Thường trực cũng được bổ nhiệm vào văn phòng Liên Hợp Quốc tại Geneva, Vienna, và Nairobi; cũng như Đoàn đại biểu thường trực tại Trụ sở UNESCO tại Paris, Pháp.

## Danh sách
Danh sách ở 31 tháng 3 năm 2015.
| Nr   | Quốc gia                    | Đại diện                              | Ngày bổ nhiệm           |
| ---- | --------------------------- | ------------------------------------- | ----------------------- |
| 1.   | Afghanistan                 | Zahir Tanin                           | 19 tháng 12 năm 2006    |
| 2.   | Albania                     | Ferit Hoxha                           | 5 tháng 8 năm 2009      |
| 3.   | Algérie                     | Sabri Boukadoum                       | 14 tháng 3 năm 2014     |
| 4.   | Andorra                     | Narcís Casal de Fonsdeviela           | 11 tháng 9 năm 2009     |
| 5.   | Angola                      | Ismael Abraão Gaspar Martins          | 23 tháng 5 năm 2001     |
| 6.   | Antigua và Barbuda          | Walton Alfonso Webson                 | 17 tháng 12 năm 2014    |
| 7.   | Argentina                   | María Cristina Perceval               | 23 tháng 11 năm 2012    |
| 8.   | Armenia                     | Zohrab Mnatsakanyan                   | 10 tháng 6 năm 2014     |
| 9.   | Úc                          | Gillian Elizabeth Bird                | 17 tháng 2 năm 2015     |
| 10.  | Áo                          | Martin Sajdik                         | 4 tháng 1 năm 2012      |
| 11.  | Azerbaijan                  | Yashar T. Aliyev                      | 10 tháng 6 năm 2014     |
| 12.  | Bahamas                     | Elliston Rahming                      | 13 tháng 9 năm 2013     |
| 13.  | Bahrain                     | Jamal Fares Alrowaiei                 | 14 tháng 9 năm 2011     |
| 14.  | Bangladesh                  | Abulkalam Abdul Momen                 | 27 tháng 8 năm 2009     |
| 15.  | Barbados                    | Juliette Rosita Riley                 | Charge d'affaires, a.i. |
| 16.  | Belarus                     | Andrei Dapkiunas                      | 4 tháng 1 năm 2012      |
| 17.  | Bỉ                          | Bénédicte Frankinet                   | 13 tháng 3 năm 2013     |
| 18.  | Belize                      | Lois Michele Young                    | 19 tháng 9 năm 2012     |
| 19.  | Bénin                       | Jean-Francis Régis Zinsou             | 7 tháng 1 năm 2010      |
| 20.  | Bhutan                      | Kunzang Choden Namgyel                | 25 tháng 2 năm 2014     |
| 21.  | Bolivia                     | Sacha Sergio Llorentty Solíz          | 19 tháng 9 năm 2012     |
| 22.  | Bosna và Hercegovina        | Mirsada Čolaković                     | 6 tháng 7 năm 2012      |
| 23.  | Botswana                    | Charles Thembani Ntwaagae             | 31 tháng 7 năm 2008     |
| 24.  | Brasil                      | Antonio de Aguiar Patriota            | 24 tháng 10 năm 2013    |
| 25.  | Brunei                      | Dato Abdul Ghafar Ismail              | 28 tháng 3 năm 2013     |
| 26.  | Bulgaria                    | Stefan Tafrov                         | 6 tháng 6 năm 2012      |
| 27.  | Burkina Faso                | Der Kogda                             | 2 tháng 12 năm 2011     |
| 28.  | Burundi                     | Albert Shingiro                       | 4 tháng 9 năm 2014      |
| 29.  | Cabo Verde                  | Fernando Jorge Wahnon Ferreira        | 28 tháng 2 năm 2014     |
| 30.  | Campuchia                   | Ry Tuy                                | 28 tháng 2 năm 2014     |
| 31.  | Cameroon                    | Michel Tommo Monthé                   | 8 tháng 9 năm 2008      |
| 32.  | Canada                      | Guillermo Rishchynski                 | 14 tháng 9 năm 2011     |
| 33.  | Cộng hòa Trung Phi          | Ambroisine Kpongo                     | 19 tháng 9 năm 2014     |
| 34.  | Tchad                       | Mahamat Zene Cherif                   | 13 tháng 9 năm 2013     |
| 35.  | Chile                       | Cristián Barros Melet                 | 16 tháng 4 năm 2014     |
| 36.  | Trung Quốc                  | Liu Jieyi                             | 3 tháng 9 năm 2013      |
| 37.  | Colombia                    | Maria Emma Mejia Vélez                | 25 tháng 2 năm 2014     |
| 38.  | Comoros                     | Mohamed Soilihi Soilih                | 5 tháng 11 năm 2014     |
| 39.  | Cộng hòa Congo              | Raymond-Serge Balé                    | 11 tháng 11 năm 2008    |
| 40.  | Costa Rica                  | Juan Carlos Mendoza García            | 4 tháng 9 năm 2014      |
| 41.  | Bờ Biển Ngà                 | Youssoufou Bamba                      | 29 tháng 12 năm 2010    |
| 42.  | Croatia                     | Vladimir Drobnjak                     | 5 tháng 8 năm 2013      |
| 43.  | Cuba                        | Rodolfo Reyes Rodríguez               | 4 tháng 2 năm 2013      |
| 44.  | Síp                         | Nicholas Emiliou                      | 9 tháng 4 năm 2012      |
| 45.  | Séc                         | Edita Hrdá                            | 24 tháng 1 năm 2011     |
| 46.  | CHDCND Triều Tiên           | Ja Song Nam                           | 28 tháng 2 năm 2014     |
| 47.  | CHDC Congo                  | Ignace Gata Mavita wa Lufuta          | 5 tháng 9 năm 2012      |
| 48.  | Đan Mạch                    | Ib Petersen                           | 5 tháng 8 năm 2013      |
| 49.  | Djibouti                    | Roble Olhaye                          | 18 tháng 1 năm 1988     |
| 50.  | Dominica                    | Vince Henderson                       | 15 tháng 3 năm 2010     |
| 51.  | Cộng hòa Dominica           | Francisco Antonio Cortorreal          | 16 tháng 4 năm 2014     |
| 52.  | Ecuador                     | Xavier Lasso Mendoza                  | 20 tháng 12 năm 2012    |
| 53.  | Ai Cập                      | Amr Abdellatif Aboulatta              | 14 tháng 9 năm 2014     |
| 54.  | El Salvador                 | Rubén Ignacio Zamora Rivas            | 13 tháng 8 năm 2014     |
| 55.  | Guinea Xích Đạo             | Anatolio Ndong Mba                    | 7 tháng 1 năm 2010      |
| 56.  | Eritrea                     | Girma Asmerom Tesfay                  | 23 tháng 4 năm 2014     |
| 57.  | Estonia                     | Margus Kolga                          | 16 tháng 12 năm 2010    |
| 58.  | Ethiopia                    | Tekeda Alemu                          | 24 tháng 1 năm 2011     |
| 59.  | Fiji                        | Peter Thomson                         | 4 tháng 3 năm 2010      |
| 60.  | Phần Lan                    | Kai Jürgen Mikael Sauer               | 19 tháng 8 năm 2014     |
| 61.  | Pháp                        | Francois Delattre                     | 10 tháng 9 năm 2009     |
| 62.  | Gabon                       | Nelson Messone                        | 23 tháng 2 năm 2011     |
| 63.  | Gambia                      | Mamadou Tangara                       | 18 tháng 9 năm 2013     |
| 64.  | Gruzia                      | Kaha Imnadze                          | 23 tháng 7 năm 2013     |
| 65.  | Đức                         | Harald Braun                          | 14 tháng 3 năm 2014     |
| 66.  | Ghana                       | Ken Kanda                             | 8 tháng 4 năm 2011      |
| 67.  | Hy Lạp                      | Catherine Boura                       | 10 tháng 3 năm 2015     |
| 68.  | Grenada                     | Denis G. Antoine                      | 13 tháng 9 năm 2013     |
| 69.  | Guatemala                   | Fernando Carrera Castro               | 19 tháng 9 năm 2014     |
| 70.  | Guinée                      | Mamadi Touré                          | 14 tháng 9 năm 2011     |
| 71.  | Guiné-Bissau                | João Soares Da Gama                   | 13 tháng 8 năm 2010     |
| 72.  | Guyana                      | George Wilfred Talbot                 | 18 tháng 1 năm 2012     |
| 73.  | Haiti                       | Denis Regis                           | 23 tháng 7 năm 2013     |
| 74.  | Honduras                    | Mary Elizabeth Flores                 | 29 tháng 4 năm 2010     |
| 75.  | Hungary                     | Katalin Annamária Bogyay              | 20 tháng 1 năm 2015     |
| 76.  | Iceland                     | Einar Gunnarsson                      | 20 tháng 1 năm 2015     |
| 77.  | Ấn Độ                       | Asoke Kumar Mukerji                   | 16 tháng 4 năm 2013     |
| 78.  | Indonesia                   | Desra Percaya                         | 10 tháng 2 năm 2012     |
| 79.  | Iran                        | Gholamali Khoshroo                    | 17 tháng 2 năm 2015     |
| 80.  | Iraq                        | Mohamed Ali Alhakim                   | 3 tháng 5 năm 2013      |
| 81.  | Ireland                     | David Donoghue                        | 13 tháng 9 năm 2013     |
| 82.  | Israel                      | Ron Prosor                            | 23 tháng 6 năm 2011     |
| 83.  | Ý                           | Sebastiano Cardi                      | 20 tháng 9 năm 2013     |
| 84.  | Jamaica                     | Courtenay Rattray                     | 25 tháng 6 năm 2013     |
| 85.  | Nhật Bản                    | Motohide Yoshikawa                    | 13 tháng 9 năm 2013     |
| 86.  | Jordan                      | Dina Kawar                            | 19 tháng 8 năm 2014     |
| 87.  | Kazakhstan                  | Kairat Abdrakhamov                    | 9 tháng 1 năm 2014      |
| 88.  | Kenya                       | Macharia Kamau                        | 16 tháng 12 năm 2010    |
| 89.  | Kiribati                    | Makurita Baaro                        | 19 tháng 8 năm 2013     |
| 90.  | Kuwait                      | Mansour Ayyad SH A Alotaibi           | 4 tháng 3 năm 2010      |
| 91.  | Kyrgyzstan                  | Talaibek Kydyrov                      | 19 tháng 11 năm 2010    |
| 92.  | Lào                         | Khiane Phansourivong                  | 16 tháng 4 năm 2014     |
| 93.  | Latvia                      | Jānis Mažeiks                         | 3 tháng 9 năm 2013      |
| 94.  | Liban                       | Nawaf Salam                           | 13 tháng 7 năm 2007     |
| 95.  | Lesotho                     | Kelebone Maope                        | 25 tháng 6 năm 2013     |
| 96.  | Liberia                     | Marjon V. Kamara                      | 8 tháng 10 năm 2009     |
| 97.  | Libya                       | Ibrahim Dabbashi                      | 23 tháng 7 năm 2013     |
| 98.  | Liechtenstein               | Christian Wenaweser                   | 1 tháng 10 năm 2002     |
| 99.  | Litva                       | Raimonda Murmokaitė                   | 25 tháng 10 năm 2012    |
| 100. | Luxembourg                  | Sylvie Lucas                          | 25 tháng 8 năm 2008     |
| 101. | Madagascar                  | Zina Andrianarivelo-Razafy            | 9 tháng 9 năm 2002      |
| 102. | Malawi                      | Brian Bowler                          | 17 tháng 12 năm 2014    |
| 103. | Malaysia                    | Datuk Hussein Haniff                  | 13 tháng 5 năm 2011     |
| 104. | Maldives                    | Ahmed Sareer                          | 20 tháng 12 năm 2012    |
| 105. | Mali                        | Sékou Kassé                           | 23 tháng 7 năm 2013     |
| 106. | Malta                       | Christopher Grima                     | 10 tháng 2 năm 2012     |
| 107. | Quần đảo Marshall           | Deborah Barker-Manase                 | Tạm quyền (Ad interim)  |
| 108. | Mauritanie                  | Sidi Mohamed Ould Boubacar            | 10 tháng 6 năm 2014     |
| 109. | Mauritius                   | Nundini Pertaub                       | Tạm quyền (Ad interim)  |
| 110. | México                      | Jorge Mario Montaño y Martínez        | 23 tháng 7 năm 2013     |
| 111. | Micronesia                  | Jane J. Chigiyal                      | 2 tháng 12 năm 2011     |
| 112. | Monaco                      | Isabelle F. Picco                     | 11 tháng 9 năm 2009     |
| 113. | Mông Cổ                     | Od Och                                | 8 tháng 8 năm 2012      |
| 114. | Montenegro                  | Milorad Šćepanović                    | 4 tháng 6 năm 2010      |
| 115. | Maroc                       | Omar Hilale                           | 23 tháng 4 năm 2014     |
| 116. | Mozambique                  | António Gumende                       | 20 tháng 10 năm 2011    |
| 117. | Myanmar                     | Kyaw Tin                              | 19 tháng 9 năm 2012     |
| 118. | Namibia                     | Wilfried Emvula                       | 31 tháng 8 năm 2010     |
| 119. | Nauru                       | Marlene Moses                         | 30 tháng 3 năm 2005     |
| 120. | Nepal                       | Durga Prasad Bhattarai                | 19 tháng 8 năm 2013     |
| 121. | Hà Lan                      | Karel van Oosterom                    | 5 tháng 8 năm 2013      |
| 122. | New Zealand                 | Gerard van Bohemen                    | 17 tháng 7 năm 2009     |
| 123. | Nicaragua                   | María Rubiales de Chamorro            | 13 tháng 7 năm 2007     |
| 124. | Niger                       | Baboucar Boureima                     | 4 tháng 1 năm 2012      |
| 125. | Nigeria                     | U. Joy Ogwu                           | 7 tháng 5 năm 2008      |
| 126. | Na Uy                       | Geir O. Pedersen                      | 5 tháng 9 năm 2012      |
| 127. | Oman                        | Lyutha Al-Mughairy                    | 8 tháng 4 năm 2011      |
| 128. | Pakistan                    | Maleeha Lodhi                         | 10 tháng 3 năm 2015     |
| 129. | Palau                       | Caleb T. O. Otto                      | 3 tháng 9 năm 2013      |
| 130. | Panamá                      | Laura E. Flores H.                    | 17 tháng 7 năm 2009     |
| 131. | Papua New Guinea            | Robert Guba Aisi                      | 25 tháng 6 năm 2002     |
| 132. | Paraguay                    | Federico Alberto González Franco      | 20 tháng 1 năm 2015     |
| 133. | Perú                        | Gustavo Adolfo Meza-Cuadra Velásquez  | 24 tháng 10 năm 2013    |
| 134. | Philippines                 | Irene Susan Barreiro Natividad        | Tạm quyền (Ad interim)  |
| 135. | Ba Lan                      | Boguslaw Winid                        | 4 tháng 9 năm 2014      |
| 136. | Bồ Đào Nha                  | Alvaro José Costa de Mendonça e Moura | 16 tháng 4 năm 2013     |
| 137. | Qatar                       | Alya bint Ahmed Al Thani              | 24 tháng 10 năm 2013    |
| 138. | Hàn Quốc                    | Joon Oh                               | 20 tháng 9 năm 2013     |
| 139. | Moldova                     | Vlad Lupan                            | 18 tháng 1 năm 2012     |
| 140. | România                     | Simona Mirela Miculescu               | 5 tháng 6 năm 2008      |
| 141. | Nga                         | Vitaly Churkin                        | 1 tháng 5 năm 2006      |
| 142. | Rwanda                      | Eugène-Richard Gasana                 | 17 tháng 7 năm 2009     |
| 143. | Saint Kitts và Nevis        | Delano Frank Bart                     | 30 tháng 11 năm 2006    |
| 144. | Saint Lucia                 | Menissa Rambally                      | 6 tháng 6 năm 2012      |
| 145. | Saint Vincent và Grenadines | Inga Rhonda King                      | 13 tháng 9 năm 2013     |
| 146. | Samoa                       | Ali'ioaiga Feturi Elisaia             | 18 tháng 9 năm 2003     |
| 147. | San Marino                  | Daniele D. Bodini                     | 9 tháng 8 năm 2005      |
| 148. | São Tomé và Príncipe        | Carlos Filomeno Agostinho das Neves   | 19 tháng 9 năm 2012     |
| 149. | Ả Rập Xê Út                 | Abdallah Yahya A. Al-Mouallimi        | 23 tháng 6 năm 2011     |
| 150. | Sénégal                     | Fodé Seck                             | 19 tháng 9 năm 2014     |
| 151. | Serbia                      | Milan Milanović                       | 19 tháng 8 năm 2013     |
| 152. | Seychelles                  | Marie-Louise Potter                   | 5 tháng 9 năm 2012      |
| 153. | Sierra Leone                | Vandi Chidi Minah                     | 18 tháng 9 năm 2013     |
| 154. | Singapore                   | Karen Tan                             | 19 tháng 8 năm 2013     |
| 155. | Slovakia                    | František Ružička                     | 5 tháng 9 năm 2012      |
| 156. | Slovenia                    | Andrej Logar                          | 3 tháng 9 năm 2013      |
| 157. | Quần đảo Solomon            | Colin Beck                            | 26 tháng 11 năm 2003    |
| 158. | Somalia                     | Elmi Ahmed Duale                      | 18 tháng 10 năm 2005    |
| 159. | Nam Phi                     | Jeremiah Nyamane Kingsley Mamabolo    | 13 tháng 3 năm 2013     |
| 160. | Nam Sudan                   | Francis Deng                          | 19 tháng 9 năm 2012     |
| 161. | Tây Ban Nha                 | Román Oyarzun Marchesi                | 9 tháng 1 năm 2014      |
| 162. | Sri Lanka                   | Palitha T. B. Kohona                  | 11 tháng 9 năm 2009     |
| 163. | Sudan                       | Hassan Hamid Hassan                   | Tạm quyền (Ad interim)  |
| 164. | Suriname                    | Henry L. Mac-Donald                   | 16 tháng 8 năm 2007     |
| 165. | Eswatini                    | Zwelethu Mnisi                        | 24 tháng 8 năm 2010     |
| 166. | Thụy Điển                   | Olof Skoog                            | 10 tháng 3 năm 2015     |
| 167. | Thụy Sĩ                     | Paul Seger                            | 4 tháng 6 năm 2010      |
| 168. | Syria                       | Bashar Jaafari                        | 31 tháng 7 năm 2006     |
| 169. | Tajikistan                  | Mahmadamin Mahmadaminov               | 25 tháng 2 năm 2014     |
| 170. | Thái Lan                    | Virachai Plasai                       | 10 tháng 3 năm 2015     |
| 171. | Macedonia                   | Vasile Andonovski                     | 14 tháng 3 năm 2014     |
| 172. | Đông Timor                  | Sofia Mesquíta Borges                 | 4 tháng 3 năm 2010      |
| 173. | Togo                        | Kodjo Menan                           | 25 tháng 6 năm 2009     |
| 174. | Tonga                       | Mahe 'Uli'uli Sandhurst Tupouniua     | 19 tháng 8 năm 2013     |
| 175. | Trinidad và Tobago          | Rodney Charles                        | 16 tháng 12 năm 2010    |
| 176. | Tunisia                     | Mohamed Khaled Khiari                 | 23 tháng 11 năm 2012    |
| 177. | Thổ Nhĩ Kỳ                  | Yaşar Halit Çevik                     | 25 tháng 10 năm 2012    |
| 178. | Turkmenistan                | Aksoltan Toreevna Ataeva              | 23 tháng 2 năm 1995     |
| 179. | Tuvalu                      | Aunese Simati                         | 20 tháng 12 năm 2012    |
| 180. | Uganda                      | Richard Nduhuura                      | 15 tháng 5 năm 2013     |
| 181. | Ukraina                     | Yuriy Sergeyev                        | 15 tháng 5 năm 2007     |
| 182. | UAE                         | Lana Zaki Nusseibeh                   | 18 tháng 9 năm 2013     |
| 183. | Anh Quốc                    | Matthew Rycroft                       | tháng 4 năm 2015        |
| 184. | Tanzania                    | Tuvako Nathaniel Manongi              | 19 tháng 9 năm 2012     |
| 185. | Hoa Kỳ                      | Samantha Power                        | 5 tháng 8 năm 2013      |
| 186. | Uruguay                     | Gonzalo Koncke Pizzorno               | 9 tháng 1 năm 2014      |
| 187. | Uzbekistan                  | Muzaffarbek Madrakhimov               | 23 tháng 4 năm 2014     |
| 188. | Vanuatu                     | Odo Tevi                              | 13 tháng 8 năm 2014     |
| 189. | Venezuela                   | Rafael Darío Ramírez Carreño          | 16 tháng 1 năm 2015     |
| 190. | Việt Nam                    | Đặng Đình Quý                         | 5 tháng 11 năm 2014     |
| 191. | Yemen                       | Khaled Hussein Mohamed Alyemany       | 20 tháng 1 năm 2015     |
| 192. | Zambia                      | Mwaba Patricia Kasese-Bota            | 10 tháng 2 năm 2012     |
| 193. | Zimbabwe                    | Frederick Musiiwa Makamure Shava      | 19 tháng 9 năm 2014     |

## Quan sát viên
Quan sát viên không phải là thành viên LHQ.
| Quốc gia           | Đại diện        | Ngày bổ nhiệm       |
| ------------------ | --------------- | ------------------- |
| Holy See           | Bernardito Auza | 1 tháng 7 năm 2014  |
| Nhà nước Palestine | Riyad Mansour   | 10 tháng 5 năm 2005 |

Quan sát viên là tổ chức liên chính phủ
| Tổ chức            | Đại diện            | Ngày bổ nhiệm        |
| ------------------ | ------------------- | -------------------- |
| Liên hiệp châu Phi | Téte António        | 9 tháng 11 năm 2009  |
| Liên hiệp châu Âu  | Thomas Mayr-Harting | 20 tháng 10 năm 2011 |

Các tổ chức khác, không phải quốc gia có chủ quyền, được Liên Hợp Quốc xem là "đối tượng đã được nhận lời mời tham gia là quan sát viên tại các phiên họp và làm việc của Đại hội đồng, và duy trì các văn phòng thường trực tại trụ sở LHQ.
| Tổ chức | Đại diện                      | Ngày bổ nhiệm        |
| --- | ----------------------------- | -------------------- |
| Ủy ban Chữ thập đỏ Quốc tế (International Committee of the Red Cross)                                                   | Walter A. Füllemann           | 27 tháng 8 năm 2009  |
| Phong trào Chữ thập đỏ và Trăng lưỡi liềm đỏ quốc tế (International Federation of Red Cross and Red Crescent Societies) | Marwan Jilani                 | 8 tháng 10 năm 2009  |
| Ủy ban Olympic Quốc tế (International Olympic Committee)                                                                | Mario Pescante                | 15 tháng 3 năm 2010  |
| Liên minh Nghị viện Thế giới (Inter-Parliamentary Union)                                                                | Miguel Bermeo-Estrella (a.i.) | 12 tháng 10 năm 2012 |
| Quân quản Malta ? (Sovereign Military Order of Malta)                                                                   | Robert L. Shafer              | 8 tháng 6 năm 2004   |